# 铁拳系列
鐵拳是萬代南夢宮娛樂（原南夢宮）發行的一款3D格鬥電玩遊戲系列。1994年鐵拳首作在大型電玩機台上登場，成功累積人氣後，也陸續發展到多個家庭用的遊戲機平台上。截至2020年，全系列的累計出貨量已達5052萬份。

## 游戏
鐵拳的遊戲列表：

铁拳5的截图

- 《鐵拳》 - 街機 (1994年12月9日營運)，PlayStation (1995年3月31日發售)
- 《鐵拳2》 - 街機 (1995年8月營運)，PlayStation (1996年3月29日發售)
- 《鐵拳3》 - 街機 (1997年3月營運)，PlayStation (1998年3月26日發售)
- 《鐵拳 Tag Tournament》 - 街機 (1999年7月營運)，PlayStation 2 (2000年3月30日發售)
- 《鐵拳 Advance》 - Game Boy Advance (2001年12月21日發售)
- 《鐵拳4》 - 街機 (2001年8月營運)，PlayStation 2 (2002年3月28日發售)
- 《鐵拳5》 - 街機 (2004年11月營運)，PlayStation 2 （2005年3月31發售）
- 《鐵拳 5》 - 街機 Dark Resurrection (2005年12月營運)
- 《鐵拳 5 Dark Resurrection》 - PlayStation Portable (2006年7月6日發售)，又名：鐵拳5-闇黑復甦
- 《鐵拳 5 Dark Resurrection》 - PlayStation 3付費下載遊戲 (2006年12月27日開放下載)
- 《鐵拳6》 - 街機 (2007年11月26日營運)
- 《鐵拳 6 Bloodline Rebellion》 - 街機 (2008年12月18發售)
- 《鐵拳 6》 - PS3、Xbox 360 (2009年10月27日發售)
- 《鐵拳 6》 - PSP (2010年1月14日發售)
- 《鐵拳 Tag Tournament 2》 - 街機 (2011年9月14日營運) PS3、Xbox 360 (2012年9月11、12日發售)、Wii U (2012年11月18日發售，為Wii U首發遊戲)
- 《鐵拳 3D 精華版》 - 任天堂3DS (2012年2月16日发售)
- 《快打旋風 X 鐵拳》 (2012年3月6日發售)
- 《鐵拳 Revolution》 - PS3（2013年6月11日發售）
- 《鐵拳7》 - 街機 (2015年2月18日營運) PlayStation 4、Xbox One(2017年6月1日發售)、PC(2017年6月2日發售)
- 《鐵拳8》 - PlayStation 5、Xbox Series X/S、PC（2024年1月26日發售）

## 相关作品
- 《鐵漫-TEKKEN COMIC-》（漫畫）
- 《-TEKKEN-鐵拳》（電影，2009年上映）
- 《鐵拳：血之復仇》（電影，2011年上映）
- 《鐵拳：血脈》（動畫，2022年）

## 外部連結
- 官方網站
  - TEKKEN OFFICIAL （页面存档备份，存于）
  - 鉄拳プロジェクト的X（前Twitter）
  - YouTube上的tekkenchannel頻道